# Grön trädseglare
Grön trädseglare (Hemiprocne longipennis) är en fågel i familjen trädseglare.

## Utseende och läte
Trädseglare liknar seglare, men är mer långstjärtade och färgglada och könen skiljer sig åt. Denna art är 21–25 cm lång med en trekantig mörk tofs från pannan. Hanen har roströda örontäckare, med svart ansikte i övrigt. Ovansidan är gröngrå från ryggen nedåt den grå övergumpen, medan resten av ovansidan är glansigt blå- eller grönsvart. Undersidan är enfärgat ljus gröngrå, med kontrasterande vitaktigt på buk och undre stjärttäckare. Jämfört med tofsträdseglaren är den större men har kortare stjärt som inte sticker utanför vingspetsarna på sittande fågel. Den har även mindre rostrött i ansiktet men mer kontrast både på ovan- och undersidan. Mindre trädseglare är tydligt mindre och mörkare, med vita strimmor i ansiktet och mer bronsfärgad ovansida. Honan liknar hanen men har flaskgröna snarare än roströda örontäckare. Bland lätena hörs serier med gnissliga ljud.

## Underarter
Arten delas in i fyra underarter med följande utbredning:
- Hemiprocne longipennis harterti: från södra Myanmar till Malackahalvön, Sumatra och Borneo
- Hemiprocne longipennis perlonga: öarna utanför västra Sumatra (från Simeulue till Enggano)
- Hemiprocne longipennis longipennis: från Java och Bali till Lombok och Kangeanöarna
- Hemiprocne longipennis wallacii: Sulawesi, Banggaiöarna, Sula och intilliggande öar

## Levnadssätt
Trädseglare är mindre luftbundna än seglarna och tillbringar istället mycket tid stillasittande på trädgrenar varifrån de gör utfall mot flygande insekter. Grön trädseglare hittas i skogar i låglänta områden och förberg, framför allt i fuktskogar.

## Status och hot
Arten har ett stort utbredningsområde, men tros minska i antal, dock inte tillräckligt kraftigt för att den ska betraktas som hotad. Internationella naturvårdsunionen IUCN listar arten som livskraftig (LC).